# Cryptolabis minutula
Cryptolabis minutula är en tvåvingeart som beskrevs av Alexander 1927. Cryptolabis minutula ingår i släktet Cryptolabis och familjen småharkrankar. Inga underarter finns listade i Catalogue of Life.